# Пьета (картина Ван Гога)
«Пьета́» (нидерл. Pietà (naar Delacroix)) — картина известного нидерландского художника Винсента Ван Гога. Она была написана в сентябре 1889 года в Сен-Реми-де-Прованс.

## История
Картина основана на литографии с работы Эжена Делакруа (1798—1803). На полотне «Пьета» изображена Дева Мария, которая скорбит по умершему Христу. Поводом для создания картины послужила небольшая неприятность, о которой Ван Гог писал своему брату Тео: «Литография с работы Делакруа „Пьета“ вместе с ещё несколькими листами упали в краску и масло и попортились. Меня это ужасно огорчило и теперь я занят тем, что пишу картину с неё, которую ты сможешь увидеть». Однако повреждённая масляным пятном литография также была сохранена.
Работы на религиозные темы являются исключением в творчестве Ван Гога. Есть версия, что больной и «непонятый» Ван Гог мог посредством этой картины сравнить себя со страдающим Христом. Он писал на в своих письмах: «Я человек не безразличный, и в самом процессе страдания мысли о религии и служении Богу приносят мне порой значительное утешение». Отмечается также внешнее сходство между рыжебородым художником Ван Гогом и похожей на него фигурой Христа на картине «Пьета».